# 라르스 란테

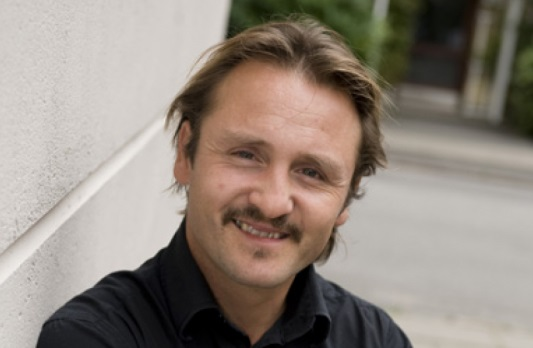

라르스 크리스티안 란테(Lars Kristian Ranthe, 1969년 8월 26일 ~ )는 덴마크의 배우이다.

## 영화
- 어나더 라운드 (2020년) - 피터 역
- 신밧드와 마법 양탄자 (2018년)
- 베커 - 스몰 타운 갱스터 베커 (2017년)
- 사랑의 시대 (2016년) - 올레 역
- 더 카르텔 (2014년)
- 히든 스나이퍼 (2013년)
- 더 헌트 (2012년) - 브룬 역
- 어 퍼니 맨 (2011년)
- 벽 위에 파리들 (2005년)
- 아담스 애플 (2005년)
- 인 유어 핸드 (2004년)
- 그날 이후 (2004년)
- 브라더스 (2004년)
- 덴마크식 러브 스토리 (2003년)
- 작은 불행 (2002년)
- 더 벤치 (2000년)